# Hugo (Oklahoma)
 For alternative betydninger, se Hugo. (Se også artikler, som begynder med Hugo)
Hugo er en amerikansk by og administrativt centrum for det amerikanske county Choctaw County i staten Oklahoma. I 2000 havde byen et indbyggertal på 5.536.
34°00′34″N 95°30′53″V / 34.0094°N 95.5147°V